# Ernst Ramdohr
Ernst Ramdohr, vollständig Ernst Claus Hans Philipp Ramdohr, (* 14. April 1839 in Clausthal; † 4. Januar 1922) war ein deutscher Gymnasiallehrer und Parlamentarier.

## Leben
Ernst Ramdohr studierte Philologie an der Universität Göttingen. 1858 wurde er Mitglied des Corps Friso-Luneburgia Göttingen. Nach dem Studium und der Promotion zum Dr. phil. trat er in das Lehramt ein. Von 1863 bis 1867 war er Lehrer am Johanneum Lüneburg, von 1867 bis 1871 in Hannover und von 1871 bis 1876 in Attendorn. 1876 wechselte er nach Jever, wo er Direktor des Mariengymnasiums wurde. Von Herbst 1879 bis 1881 übernahm er die Erziehung des verwaisten Otto Erich Hartleben, dessen Vater sein persönlicher Freund gewesen war. Vom 12. August 1887 bis zum 31. März 1911 wirkte Ramdohr als Direktor der Leibnizschule Hannover.
Seit einer Nachwahl am 26. September 1906 bis 1908 saß Ramdohr als Abgeordneter des Wahlkreises Hannover 4 (Stadtkreis Hannover) im Preußischen Abgeordnetenhaus. Von 1907 bis 1911 gehörte er dem Zentralvorstand der Nationalliberalen Partei an. In stenographischen Mitschriften der Tagungen des Jahres 1913 wird er als Mitglied der Freikonservativen Partei aufgeführt.

## Auszeichnungen
- Charakter als Geheimen Regierungsrat
- Ernennung zum Ehrenmitglied des Corps Friso-Luneburgia Köln[4]

## Schriften
- Zur homerischen Ethik, Teil 1, 1865; Teil 2, 1867
- Friedrich II., der Hohenstaufe, 1877
- Wallenstein, 1877
- Drei Kaiser aus der Hohenstaufenzeit: Heinrich VI., Philipp von Schwaben, Otto IV., 1877
- Umwandlung des Leibniz-Realgymnasiums in eine Reformschule, 1895
- Über den gegenwärtigen Stand der Reformschulfrage, 1898